# Hardheim
Hardheim è un comune tedesco di 6 957 abitanti, situato nel land del Baden-Württemberg.